# Кичевский
Кичевский — посёлок в Богородицком районе Тульской области России.
В рамках административно-территориального устройства является центром Краснобуйцкого сельского округа Богородицкого района, в рамках организации местного самоуправления включается в Бахметьевское сельское поселение.

## География
Расположен на реке Непрядва, в 30 км к юго-востоку от города Богородицка.

## Население
| 2002 | 2010 |
| ---- | ---- |
| 414  | ↘343 |